# Volta ao País Basco de 1926
A III Volta ao País Basco, disputada entre 4 de agosto e 8 de agosto de 1926, estava dividida em 4 etapas para um total de 746 km.
Para esta primeira edição inscreveram-se 42 ciclistas, dos que finalmente participaram 29 e finalizaram a prova 23 deles.
O vencedor final foi o ciclista luxemburguês Nicolas Frantz.

## Etapas
| Etapa     | Data     | Percurso                            | km  | Vencedor da Etapa  | Líder da geral     |
| --------- | -------- | ----------------------------------- | --- | ------------------ | ------------------ |
| 1.ª etapa | 04/08/26 | Bilbao - Vitoria-Gasteiz            | 174 | Nicolas Frantz     | Nicolas Frantz     |
| 2.ª etapa | 05/08/26 | Vitoria-Gasteiz - Pamplona          | 135 | Ottavio Bottecchia | Ottavio Bottecchia |
| 3.ª etapa | 06/08/26 | Pamplona - San Sebastián            | 266 | Julien Delbecque   | Ottavio Bottecchia |
| 4.ª etapa | 08/08/26 | San Sebastián - Guecho (Las Arenas) | 171 | Nicolas Frantz     | Nicolas Frantz     |

## Classificações
| \| 1. \| Nicolas Frantz \| Luxemburgo \| 27h 13' 59s \| \| 2. \| Ottavio Bottecchia \| Itália \| a 5' 39s \| \| 3. \| Victor Fontan \| França \| a 8' 39s \| \| 4. \| Julien Delbecque \| Bélgica \| a 8' 58s \| \| 5. \| Omer Huyse \| Bélgica \| a 11' 50s \| \| 6. \| Jean Debusschere \| Bélgica \| a 12' 20s \| \| 7. \| Alfonso Piccin \| Itália \| a 12' 58s \| \| 8. \| Gerard Debaets \| Bélgica \| a 19' 51s \| \| 9. \| Miguel Mucio \| Espanha \| a 19' 54s \| \| 10. \| Theophile Beeckman \| Bélgica \| a 21' 14s \| |                    |            |             |
| 1. | Nicolas Frantz     | Luxemburgo | 27h 13' 59s |
| 2. | Ottavio Bottecchia | Itália     | a 5' 39s    |
| 3. | Victor Fontan      | França     | a 8' 39s    |
| 4. | Julien Delbecque   | Bélgica    | a 8' 58s    |
| 5. | Omer Huyse         | Bélgica    | a 11' 50s   |
| 6. | Jean Debusschere   | Bélgica    | a 12' 20s   |
| 7. | Alfonso Piccin     | Itália     | a 12' 58s   |
| 8. | Gerard Debaets     | Bélgica    | a 19' 51s   |
| 9. | Miguel Mucio       | Espanha    | a 19' 54s   |
| 10. | Theophile Beeckman | Bélgica    | a 21' 14s   |

| \| 1. \| Miguel Mucio \| U.S. Sant Andreu \| 27h 33' 53s \| \| 2. \| Juan De Juan \| Areli \| a 35' 45s \| \| 3. \| Salvador Artaza \| Arenas Club \| a 50' 52s \| \| 4. \| Victorino Otero \| Victoria \| a 56' 15s \| \| 5. \| Teodoro Monteys \| Victoria \| a 1h 03' 40s \| \| 6. \| Domingo Gutiérrez \| Victoria \| a 1h 07' 49s \| \| 7. \| Segundo Barruetabeña \| Arenas Club \| a 1h 37' 35s \| \| 8. \| Arturo Vallejo \| Alavés \| a 3h 50' 39s \| |                      |                  |              |
| 1. | Miguel Mucio         | U.S. Sant Andreu | 27h 33' 53s  |
| 2. | Juan De Juan         | Areli            | a 35' 45s    |
| 3. | Salvador Artaza      | Arenas Club      | a 50' 52s    |
| 4. | Victorino Otero      | Victoria         | a 56' 15s    |
| 5. | Teodoro Monteys      | Victoria         | a 1h 03' 40s |
| 6. | Domingo Gutiérrez    | Victoria         | a 1h 07' 49s |
| 7. | Segundo Barruetabeña | Arenas Club      | a 1h 37' 35s |
| 8. | Arturo Vallejo       | Alavés           | a 3h 50' 39s |